# Południowoamerykańska Konfederacja Piłki Siatkowej
Południowoamerykańska Konfederacja Piłki Siatkowej (Confederación Sudamericana de Voleibol, CSV) to odpowiednik europejskiego CEV w Ameryce Południowej. Została założona w 1946 roku. Jej siedziba znajduje się w Rio de Janeiro w Brazylii. Do CSV należy 11 organizacji siatkarskich z Ameryki Południowej.

## Członkowie
| Lp. | Skrót | Reprezentacja | Oficjalna nazwa krajowego związku piłki siatkowej | Rok  |
| --- | ----- | ------------- | ------------------------------------------------- | ---- |
| 1.  | ARG   | Argentyna     | Federación del Voleibol Argentino - FeVA          | 1951 |
| 2.  | BOL   | Boliwia       | Federación Boliviana de Voleibol                  | 1966 |
| 3.  | BRA   | Brazylia      | Confederação Brasileira de Voleibol               | 1947 |
| 4.  | CHI   | Chile         | Federación de Voleibol de Chile                   | 1959 |
| 5.  | COL   | Kolumbia      | Federación Colombiana de Voleibol                 | 1955 |
| 6.  | ECU   | Ekwador       | Federación Ecuatoriana de Voleibol                | 1951 |
| 7.  | GUY   | Gujana        | Guyana Volleyball Federation                      | 1966 |
| 8.  | PAR   | Paragwaj      | Federación Paraguaya de Voleibol                  | 1955 |
| 9.  | PER   | Peru          | Federación Peruana de Voleibol                    | 1955 |
| 10. | URU   | Urugwaj       | Federación Uruguaya de Voleibol                   | 1947 |
| 11. | VEN   | Wenezuela     | Federación Venezolana de Voleibol                 | 1951 |